# Condylostylus salti
Condylostylus salti är en tvåvingeart som först beskrevs av Van Duzee 1929.  Condylostylus salti ingår i släktet Condylostylus och familjen styltflugor.
Artens utbredningsområde är Kuba. Inga underarter finns listade i Catalogue of Life.